# Giuseppe Veronesi (aviatore)
Giuseppe Veronesi (Bologna, 1º gennaio 1895 – Milano, 14 gennaio 1964) è stato un aviatore italiano.
Tenente del Servizio Aeronautico del Regio Esercito combatté durante la prima guerra mondiale venendo insignito due volte della Medaglia d'argento al valor militare e due volte della Medaglia di Bronzo al Valor Militare.

## Biografia
Dopo il primo corso Allievi Ufficiali di artiglieria viene assegnato alla Batteria Autonoma da 42 m/m dell'8º Reggimento Artiglieria da fortezza e dall'8 gennaio 1916 alla 168ª Batteria Assedio di mortai da 210 dimostrando coraggio e fermezza.
Dopo il 19 febbraio 1917 si offre volontario per la Scuola Allievi Osservatori d'Aeroplani di Centocelle e dal 13 maggio inizia i voli di guerra con la 39ª Squadriglia di Sammardenchia di Pozzuolo del Friuli inquadrata V Gruppo per la 3ª Armata per il servizio di artiglieria di Corpo d'armata con i Savoia-Pomilio SP.2 ed i Savoia-Pomilio SP.3.
Il 1º ottobre successivo, durante una missione fotografica su Novello (Merna-Castagnevizza), colpito dall'antiaerea nemica e ferito al fianco destro proseguiva nella missione con il Sergente Maggiore pilota Umberto Tagliabue.
Dopo la Battaglia di Caporetto ripiega il 28 ottobre sull'Aeroporto di Aviano, il 3 novembre all'Aeroporto di Brescia-Ghedi prima di tornare a Marcon e l'11 novembre a Tessera (Venezia) (nella zona dell'attuale parcheggio dell'Aeroporto di Venezia-Tessera).
Il 19 marzo 1918 mentre esegue su velivolo SAML una osservazione di tiro sul basso Piave con l'aiutante di battaglia pilota Giuseppe Bin viene colpito e ferito dall'antiaerea ma rimane per due ore sull'obiettivo mitragliando poi la batteria antiaerea.
Il 14 maggio il reparto si sposta a Malcontenta per il XXVIII Corpo d'Armata volando con i SAML.
Il 29 settembre assume il comando della 31ª Squadriglia sui Pomilio PE fino alla fine del 1919 quando cede il comando al Cap. Ferruccio Capuzzo.
Gli verrà poi intitolato l'Aeroporto di Poggio Renatico.